# 1041

## Narození
- ? – Minamoto Jošiie, japonský samurajský velitel († 4. srpna 1108)

## Úmrtí
- 28. července – Dětmar II. Solnohradský, solnohradský arcibiskup (* ?)
- 10. prosince – Michael IV. Paflagoňan, byzantský císař (* 1010)
- ? – Tankred z Hauteville, zakladatel dynastie Hautevillů (* 980)

## Hlavy států
- České knížectví – Břetislav I.
- Papež – Benedikt IX.
- Svatá říše římská – Jindřich III. Černý
- Anglické království – Hardiknut
- Aragonské království – Ramiro I. Aragonský
- Barcelonské hrabství – Ramon Berenguer I. Starý
- Druhé Burgundské království – Rudolf III.
- Byzantská říše – Michael IV. Paflagoňan / Michael V. Kalafates
- Dánské království – Hardiknut
- Francouzské království – Jindřich I.
- Kyjevská Rus – Jaroslav Moudrý
- Kastilské království – Ferdinand I. Veliký
- Leonské království – Ferdinand I. Veliký
- Navarrské království – García V. Sánchez
- Norské království – Magnus I. Dobrý
- Polské knížectví – Kazimír I. Obnovitel
- Skotské království – Macbeth I.
- Švédské království – Jakob Anund
- Uherské království – Petr Orseolo / Samuel Aba